# Kyōto Gyoen
Le Kyōto-gyoen (京都御苑) est un parc situé dans l'arrondissement de Kamigyō, au milieu de la ville de Kyoto au Japon. Il entoure le palais impérial de Kyoto.

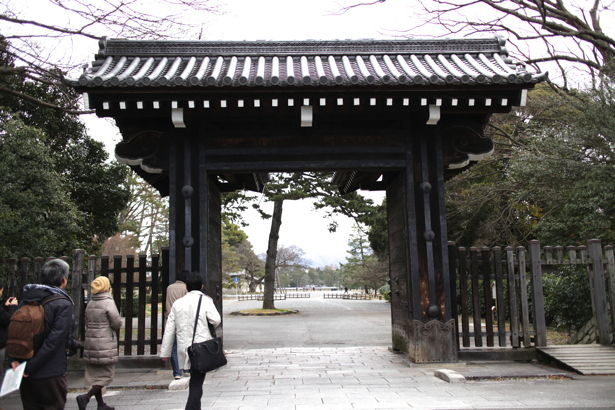
Une des entrées du parc.

Il est desservi par les stations Marutamachi et Imadegawa du métro de Kyoto .

## Historique
Le Kyoto Gyoen qui abrite le Palais impérial de Kyoto fut le lieu de résidence des empereurs japonais de l’ère Heian (794-1192) à l’ère Meiji (1868-1912) soit pendant plus d’un millénaire. Dans les dernières années de la période Edo (1603-1868) le palais impérial de Kyoto était entouré par les demeures des nobles qui fréquentaient la cour impériale. Au moment de la période Meiji lorsque la capitale du Japon fut déplacée de Kyoto à Tokyo, l’empereur et les nobles quittèrent le palais.
Après le départ de la cour impériale les lieux furent transformés. L’empereur Meiji ordonna la réalisation de travaux pour conserver l’ancien palais impérial mais les demeures des nobles furent démolies et un parc fut érigé à leur place : le Kyoto Gyoen.
Bien que le pouvoir ai été transféré à Tokyo dans le palais du Kokyo, les cérémonies d’intronisation des empereurs Taishō et Shōwa furent organisées à Kyoto dans l'ancien palais impérial. Après la Seconde Guerre mondiale des aires de repos ainsi que des aires de jeu pour les enfants et des terrains de sport furent aménagés afin de rendre le jardin plus accessible au public.
Aujourd’hui, le Kyoto Gyoen s’étend sur près de 100 hectares. Il se compose de neuf portes et cinq entrées et abrite de nombreux bâtiments et palais : le palais impérial, le palais Ōmiya, le palais Sentō et le Kyoto State Guest House.